# 52e méridien est
En géographie, le 52e méridien est est le méridien joignant les points de la surface de la Terre dont la longitude est égale à 52° est.

## Géographie

### Dimensions
Comme tous les autres méridiens, la longueur du 52e méridien correspond à une demi-circonférence terrestre, soit 20 003,932 km. Au niveau de l'équateur, il est distant du méridien de Greenwich de 5 789 km,.
Avec le 128e méridien ouest, il forme un grand cercle passant par les pôles géographiques terrestres.

### Régions traversées
En commençant par le pôle Nord et descendant vers le sud au pôle Sud, Le 52e méridien est passe par:
| Coordonnées          | Pays, territoire ou mer | Notes |
| -------------------- | ----------------------- | --- |
| 90° 00′ N, 52° 00′ E | Océan Arctique          | |
| 80° 41′ N, 52° 00′ E | Mer de Barents          | Passe entre Terre George et Île Hooker, Terre François-Joseph, Russie                                                                                  |
| 72° 06′ N, 52° 00′ E | Russie                  | Île Ioujny, Nouvelle-Zemble |
| 71° 28′ N, 52° 00′ E | Mer de Barents          | |
| 68° 32′ N, 52° 00′ E | Russie                  | |
| 51° 40′ N, 52° 00′ E | Kazakhstan              | |
| 46° 49′ N, 52° 00′ E | Mer Caspienne           | |
| 45° 24′ N, 52° 00′ E | Kazakhstan              | Péninsule de Manguistaou |
| 42° 51′ N, 52° 00′ E | Mer Caspienne           | |
| 36° 35′ N, 52° 00′ E | Iran                    | |
| 27° 50′ N, 52° 00′ E | Golfe Persique          | |
| 24° 12′ N, 52° 00′ E | Émirats arabes unis     | Une île de l'émirat d'Abou Dabi |
| 24° 10′ N, 52° 00′ E | Golfe Persique          | |
| 23° 59′ N, 52° 00′ E | Émirats arabes unis     | Emirat d'Abou Dabi |
| 23° 37′ N, 52° 00′ E | Arabie saoudite         | Le méridien touche le point le plus à l'ouest de Oman à la frontière avec le Yémen                                                                     |
| 19° 00′ N, 52° 00′ E | Yémen                   | |
| 15° 32′ N, 52° 00′ E | Océan Indien            | Passe juste à l'ouest de l'île de Abd al Kuri, Yémen Passe entre l'Île de la Possession et l'Île de l'Est, Terres australes et antarctiques françaises |
| 60° 00′ S, 52° 00′ E | Océan Austral           | |
| 66° 00′ S, 52° 00′ E | Antarctique             | Territoire antarctique australien, revendiqué par l' Australie                                                                                         |